# 永瀬義郎
永瀬 義郎（ながせ よしろう、1891年1月5日 - 1978年3月8日）は、日本の版画家、画家。茨城県出身。大正初期の時代から昭和にかけて旺盛なる創作活動を続け、版画や油絵により、自分の信ずる「美の世界」を表現するために、様々な手法を試み社会に問い続けた。また、著書「版画を作る人へ」はその後の版画家たちへ影響を与えた。

## 経歴
茨城県西茨城郡北那珂村入野（現在の桜川市）に生まれる。土浦中学時代より絵画に興味を持ち始め、熊岡美彦、矢口達、高田保らと知り合う。1904年に創刊された美術雑誌『みずゑ』に水彩画を応募し、画家になることを本格的に意識し始める。東京美術学校（現在の東京藝術大学）彫刻科に入学するもすぐに中退。エドヴァルド・ムンクの影響を受けて版画を作り始め、1916年（大正5年）日本版画倶楽部第一回展に「抱擁」というタイトルの木版画を出品した。日本版画倶楽部は永瀬、長谷川潔、広島新太郎の三人で結成され、第一回展は神田の万世橋倶楽部で行われた。
1919年（大正8年）茨城県龍ケ崎市の出身で親類から紹介された栗山いとと結婚をするが、1927年に結核療養中であったいとは死去。同年「髪」という題名の木版画が帝国美術院展で入選となる。1923年（大正12年）以降29年まで日本創作版画協会展や春陽会展を中心に作品を次々と発表、1929年（昭和4年）春陽会展で初めて賞を獲得。これを人生のひと区切りと考え、版画研究のためのフランス遊学を計画。パリ郊外の田舎町クラマールに居を構え、6点連作（上海、香港、マレーシア、インド、スエズ、エジプト）の「東洋の旅シリーズ」に取りかかった。
フランスにおける活動は、自ら遊学と称していたように特定のアカデミーに所属して学ぶという類いのものではなく、フランスで暮らし、画家として活動するという実生活に根差したスタイルだった。作品発表は、フランス国内や日本での美術展に自由に参加するという形を取っており、日本創作版画協会のパリ会員として、日本でも作品発表を行っていた。また、パリ郊外のクラマールには何人かの日本人画家が生活しており、そうした人たちと様々な交流を行っている。仏パリ日本人芸術家展などにも3点ほど出品している。
1935年（昭和10年）44歳の年、フランス人の夫と死別していた日本人テロンデル（日本名サト）と二度目の結婚をした。この頃からドイツではアドルフ・ヒトラーが台頭し世界情勢や戦争の気配から1936年帰国。帰国後フランスで制作した作品の展覧会を大阪、呉などで催し、関西経済界の人たちとの交流を広げる。神戸に居を構えた。1938年に大阪、1943年広島と移り住み、妻の郷里広島県の風早村（現・東広島市）に疎開。敗戦直後は油絵をたくさん描いている。
1952年妻の希望により上京、渋谷区神山へ居を構えるが、その後別居。翌年世田谷区に転居し、広島時代に知り合った西迫てる子と共同生活を始める。1960年には棟方志功、武田由平らと「日版会」を創立、1950年代後半から60年代にかけて日版会や光風会、日展などを中心に作品発表を行なった。
1973年、従来のシルクスクリーンに改良を加えた独創的な版画技法「ナガセプリント73」を創り出した。この技法の特色は、平面的な刷りを行うシルクスクリーンを基礎としながらも、濃淡による遠近感の表現を可能にした。刷り上がった画面は油彩に近く、この技法によりオリジナルな発色を得ることに成功した。
1974年東京とパリで新作版画展開催。フランス国立近代美術館、フランス国立図書館等に収蔵される。1977年茨城県立美術博物館主催の永瀬義郎版画展開催。同年勲四等瑞宝章受章。
墓碑に刻まれている言葉はまさに永瀬義郎の人生そのものを表している。
清貧に甘んじなければ　いい作品は生まれない
と言っても貧乏すると卑屈になり　作品まで濁ってくる
ノーブルな精神こそ　優れた作品の母体となる

## 代表作
- もの想う天使

## 著書
- 版画を作る人へ